# 喬治敦 (印地安納州聖約瑟夫縣)
喬治敦（英語：Georgetown）是位於美國印地安納州聖約瑟夫縣的一個人口普查指定地區。

## 人口
根據2010年美國人口普查的數據，喬治敦的面積為5.10平方千米，當中陸地面積為5.10平方千米，而水域面積為0.00平方千米。當地共有人口4497人，而人口密度為每平方千米881.76人。